# Matthew Parker
Matthew Parker (Norwich, 6 agosto 1504 – Lambeth, 17 maggio 1575) è stato un arcivescovo anglicano e teologo inglese.
Arcivescovo di Canterbury dal 1559 fino alla sua morte nel 1575. Egli fu anche un influente teologo e ritenuto il cofondatore (insieme con Thomas Cranmer e Richard Hooker) del pensiero teologico anglicano.
Parker fu uno dei primi autori dei Trentanove articoli di religione della Chiesa anglicana. La raccolta delle prime opere in inglese di Parker, incluso il libro di St. Augustine Gospels e la Versione A delle cronache Anglosassoni, fu creata per dimostrare che la chiesa inglese fu storicamente indipendente da Roma, creando una delle più importanti raccolte mondiali di antichi manoscritti.

## Primi anni
Figlio maggiore di William Parker nacque a Norwich, nella parrocchia di San Salvatore. Il nome da nubile di sua madre era Alice Monins e lei potrebbe essere stata legata da vincolo matrimoniale a Thomas Cranmer. Quando William Parker morì, intorno al 1516, la vedova sposò John Baker. Parker fu inviato nel 1522 al Corpus Christi College di Cambridge e si laureò nel 1525. Fu ordinato diacono nel mese di aprile del 1527 e presbitero nel giugno dello stesso anno. Nel settembre 1527 fu eletto compagno del Corpus Domini e incominciò la sua Master of Arts nel 1528. Egli fu uno degli studiosi di Cambridge che Thomas Wolsey volle mandare nell'appena fondato "Collegio Cardinale" a Oxford.

## Genealogia episcopale
La genealogia episcopale è:
- Cardinale Vital du Four
- Arcivescovo John de Stratford
- Vescovo William Edington
- Arcivescovo Simon Sudbury
- Vescovo Thomas Brantingham
- Vescovo Robert Braybrooke
- Arcivescovo Roger Walden
- Vescovo Henry Beaufort
- Cardinale Thomas Bourchier
- Arcivescovo John Morton
- Vescovo Richard Foxe
- Arcivescovo William Warham
- Vescovo John Longland
- Arcivescovo Thomas Cranmer
- Vescovo William Barlow
- Arcivescovo Matthew Parker